# Platypterygius
A Platypterygius (jelentése „lapos szárny”) az ophthalmosaurida ichthyoszauruszok rendjének egy neme. A legközelebbi rokona a Caypullisaurus és a Brachypterygius.

## Felfedezés és fajok
A fosszíliáit Ausztrália, Oroszország, az Egyesült Államok, Nyugat-Európa és valószínűsíthetően Új-Zéland területén fedezték fel. Hat faját nevezték el. Felnőtt és fiatal példányok, valamint újszülöttek és terhes nőstények egyaránt előkerültek.
Az Ausztráliából származó maradványok eredetileg az Ichthyosaurus australis nevet kapták. Ezekre a (kora kréta időszaki, albai korszakbeli) Toolebuc Formációban és az Allaru-agyagkőben találtak rá a Flinders folyónál és más helyeken, Északközép-Queenslandben. 1990-ben Mary Wade létrehozta a P. longmani fajt, az összes, korábban I. australis néven besorolt példány számára.

## Ősbiológia

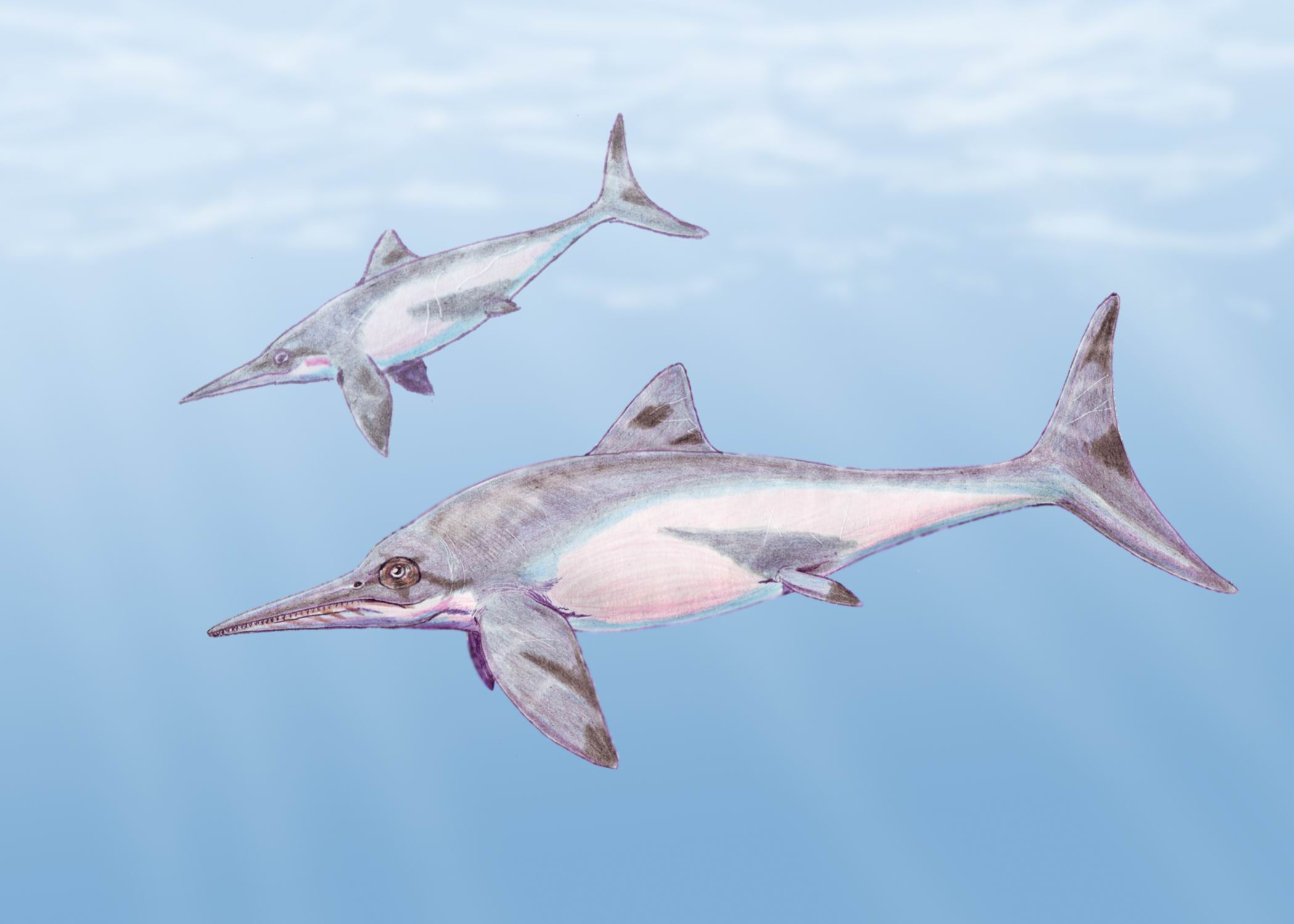
Az oroszországi Kurszk körzetben talált, albai–cenomani korszakból származó Platypterygius kiprijanovi

A hossza nagyjából elérte a 7 métert. Hosszú nyakkal és erős, uszonyos farokkal rendelkezett. Szokatlan módon a mellső uszonyát más ichthyoszauruszokénál több ujj alkotta, melyek egymáshoz közel sorakoztak, széles lapos felületet alkotva.[forrás?] A 'lapos szárny' név is erre a jellegzetességre utal. Emellett a csuklócsontjai teljesen eltűntek.[forrás?] A fiatal példányok komputertomográfiás (CT) vizsgálata alapján igen valószínű, hogy a Platypterygius süket volt.[forrás?].

## Fordítás
- Ez a szócikk részben vagy egészben a Platypterygius című angol Wikipédia-szócikk ezen változatának fordításán alapul.  Az eredeti cikk szerkesztőit annak laptörténete sorolja fel. Ez a jelzés csupán a megfogalmazás eredetét és a szerzői jogokat jelzi, nem szolgál a cikkben szereplő információk forrásmegjelöléseként.

## Külső hivatkozások
- Dann's Dinosaurs. [2009. október 24-i dátummal az eredetiből archiválva]. (Hozzáférés: 2009. október 26.)
- Fossil record of Platypterygius. [2007. szeptember 29-i dátummal az eredetiből archiválva]. (Hozzáférés: 2009. október 26.)